# Торри-ди-Куартезоло
Торри-ди-Куартезоло (итал. Torri di Quartesolo) — коммуна в Италии, располагается в провинции Виченца области Венето.
Население составляет 10 981 человек, плотность населения составляет 610 чел./км². Занимает площадь 18 км². Почтовый индекс — 36040. Телефонный код — 0444.
Покровителями населённого пункта считаются святые Гервасий и Протасий (SS. Gervaso e Protasio). Праздник ежегодно празднуется 19 июня.